# مهدي تيكدري
مهدي تيكدري (بالفارسية: مهدی تیکدری)؛ (مواليد 12 يوليو 1996) هو لاعب كرة قدم إيراني يلعب كظهير أيمن مع نادي غل غهر سيرجان في دوري المحترفين الإيراني.

## روابط خارجية
- مهدي تيكدري على موقع قاعدة بيانات كرة القدم.إي يو (الإنجليزية)
- مهدي تيكدري على موقع Soccerway.com (الإنجليزية)